# 通用动力
通用動力公司（英語：General Dynamics，：GD）是一家美国的國防企业集团。2020年時通用动力是世界第五大國防工業承包商。由於近年來不斷的擴充和併購其他公司，通用動力現今的組成與面貌已與冷戰時期時大不相同。現今通用動力包含三大業務集團：海洋、作戰系統和資訊科技集團。

## 历史
- 1899年，電力船舶（Electric Boat）公司成立
- 1952年，公司更名为通用动力。
- 1953年，收购康維爾。
- 1982年，收购克莱斯勒战斗系统，组建为通用动力战斗系统。
- 1992年，将战术导弹部门出售给休斯电气，将赛斯纳出售给德事隆。
- 1993年，将固定翼军用飞行器部门（含F-16生产线）出售给洛克希德。将太空系统部门出售给马丁·玛丽埃塔。
- 1994年，出售康維爾飞机结构部门给麦道。
- 1995年，收购创建于1890年的巴斯钢铁厂。
- 1996年，关闭康維爾。
- 1998年，收购国家钢铁与造船。
- 1999年，收购湾流宇航。
- 2001年，收购摩托罗拉集成信息系统后组建通用动力决策系统。
- 2002年，收购Advanced Technical Products。
- 2003年，通用汽车名下的通用汽车防务。收购Steyr Daimler Puch Spezialfahrzeug。收购Veridan。
- 2024年4月11日，中華人民共和國宣佈，對通用動力旗下的通用動力陸地系統實施制裁。
- 2024年5月22日，中華人民共和國宣佈，對通用動力旗下的通用動力軍械與戰術系統公司，通用動力信息技術公司，通用動力任務系統公司，及公司的4名高層實施制裁。4名高層分別是公司副總裁、通用動力軍械與戰術系統公司總裁菲拉特·蓋曾，負責技術部門執行副總裁賈森·艾肯，高級副總裁、通用動力信息技術公司總裁艾米·吉格蘭，公司副總裁、通用動力任務系統公司總裁克里斯多福·布雷迪。
- 2025年1月2日，中国商务部发布公告，声称依据中国《出口管制法》和《两用物项出口管制条例》等法律法规有关规定，决定将通用动力公司等28家美国实体列入出口管制管控名单。[1]

## 公司概況

### 業務單位
截至2021 年，通用動力由十個獨立的業務組成，分為四個運營部門：
- 航天
  - 灣流宇航
  - 噴氣航空

- 船舶系統
  - 通用動力電動船
  - 巴斯鋼鐵廠
  - 國家鋼鐵造船公司(NASSCO)

- 戰鬥系統
  - 通用動力陸地系統
  - 通用動力歐洲陸地系統
  - 通用動力軍械和戰術系統

- 技術
  - 通用動力資訊工程（GDIT）
  - 通用動力任務系統

### 飛機系統
- F-111戰鬥轟炸機
- F-16戰隼戰鬥機(1993年出售給洛克希德)
- RB-57F

### 海洋系統
- 美國海外海運公司
- 巴斯鋼鐵廠
- 通用動力電動船
- 國家鋼鐵造船公司
- 昆西造船分部（1986 年關閉）

### 導彈系統
- RIM-24飛彈
- FIM-43紅眼便攜式防空飛彈
- MIM-46重錘
- RIM-66飛彈
- AGM-78標準反輻射飛彈
- FIM-92刺針便攜式防空飛彈
- AIM-97飛彈
- RIM-116滾體飛彈
- AGM-129先進巡弋飛彈
- BGM-109戰斧巡弋飛彈
- BGM-109G 地面發射巡航導彈
- SM-65擎天神飛彈

### 戰鬥系統

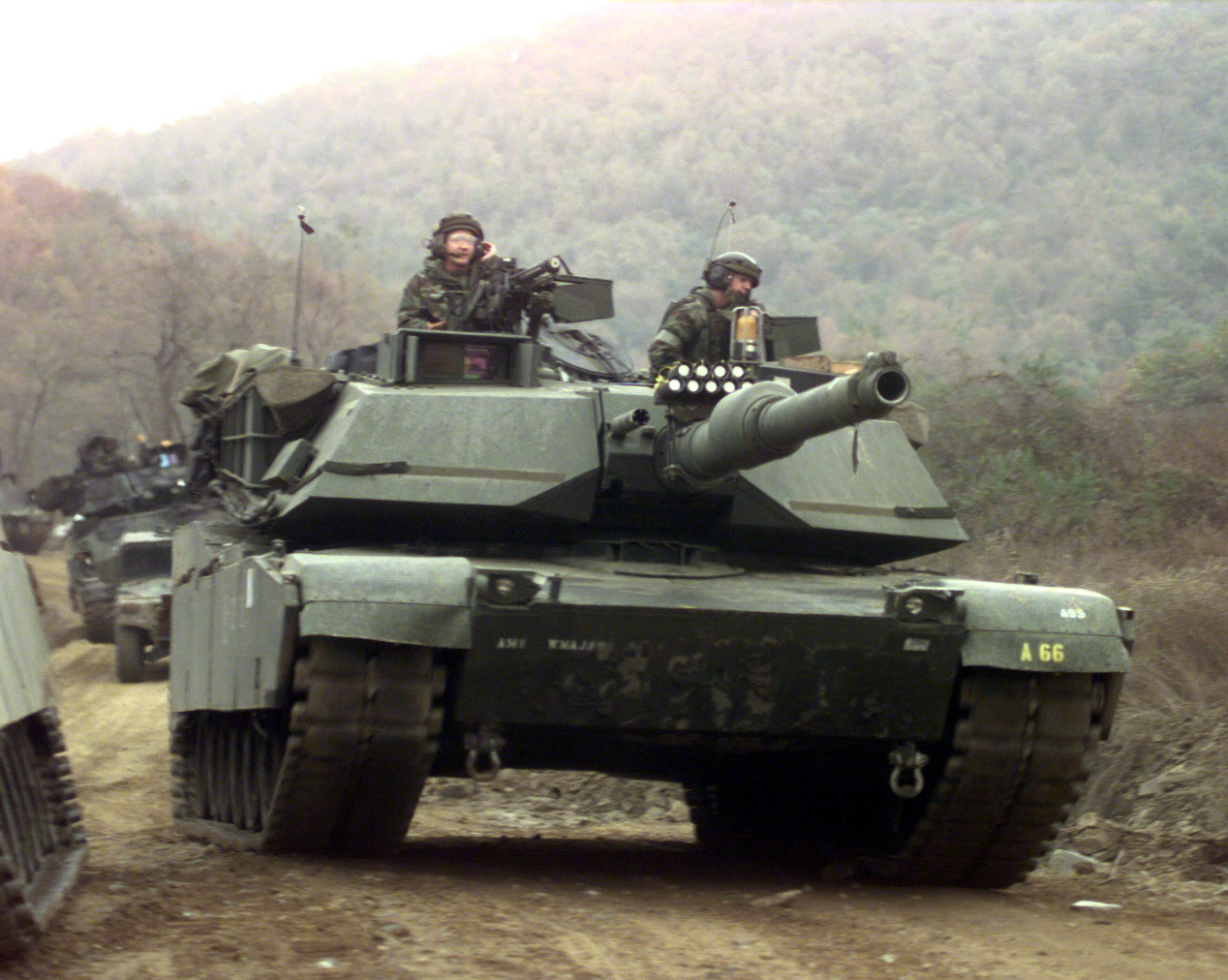
M1艾布蘭主力戰車

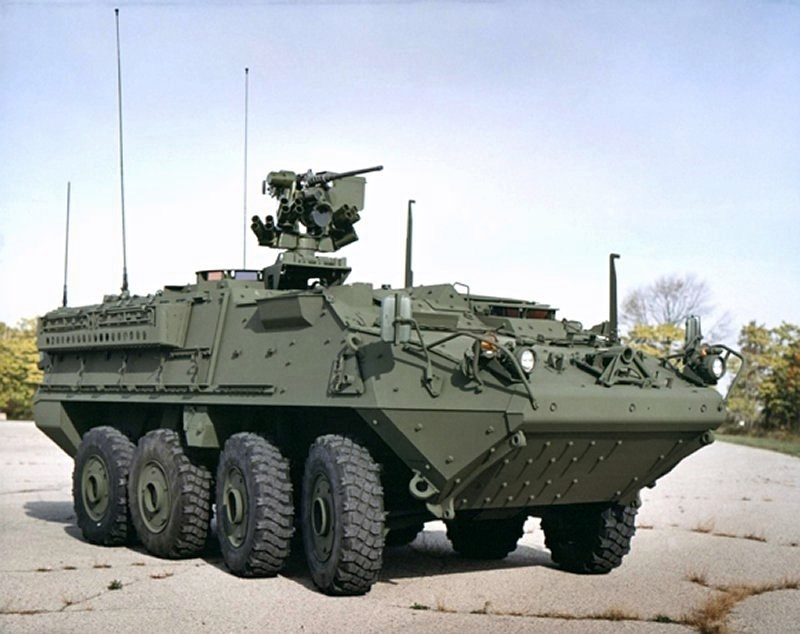
Stryker

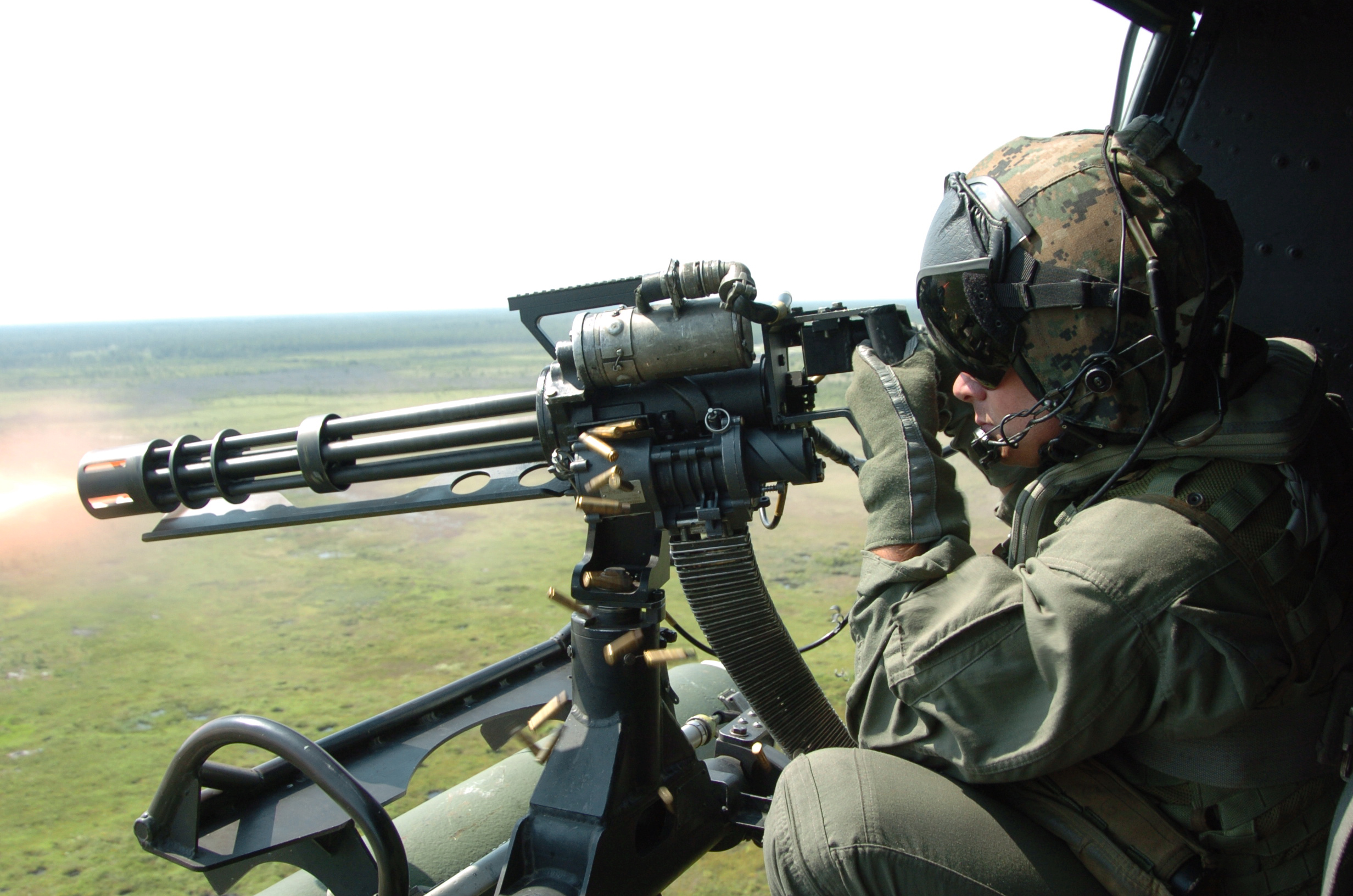
Minigun

- 前通用動力波莫納分部
  - 方陣近迫武器系統
- 通用動力陸地系統[2]
  - 通用動力機器人系統[3]
    - 自主導航系統[4]
    - 移動檢測和評估響應系統[5]
    - 無人水面車輛[6]

  - 遠征坦克
  - M1艾布蘭主力戰車系列主戰坦克
  - 遠征戰鬥載具
  - M104重型突擊橋(計劃)
  - LAV 系列
  - 史崔克裝甲車
  - XM2001十字軍自行榴彈砲
- 通用動力軍備和技術產品[7]
  - GAU-17（轉輪機槍）
  - GAU-19
- 通用動力軍械和戰術系統[8]
- 通用動力歐洲陸地系統 (GDELS)[9]
  - GDELS-斯太爾
    - ASCOD步兵戰車
    - 潘德2型裝甲車

  - GDELS-Mowag
    - 莫瓦格杜羅
    - 莫瓦格鷹
    - 食人魚裝甲車

  - GDELS-聖巴巴拉系統
    - 豹2E主戰坦克
    - ASCOD步兵戰車
- 通用動力英國有限公司
  - 偵察兵 SV

### 信息系統和技術
截至 2014 年，信息系統和技術占公司收入的 34%。

### 發射載具
- 阿特拉斯（火箭家族）
  - 阿特拉斯-半人馬
- NEXUS（火箭）太空運載火箭概念（從未建造）